# Sycamore (Ohio)
Sycamore – wieś w Stanach Zjednoczonych, w stanie Ohio, w hrabstwie Wyandot.